# MS Nieuw Amsterdam
Le MS Nieuw Amsterdam est un paquebot de croisière de la compagnie maritime Holland America Line, partie du groupe Carnival Corporation & plc. Achevé en 2009 et lancé en 2010, ce navire de 86 700 tonnes enregistré aux Pays-Bas est le plus récent de la flotte.

## Images

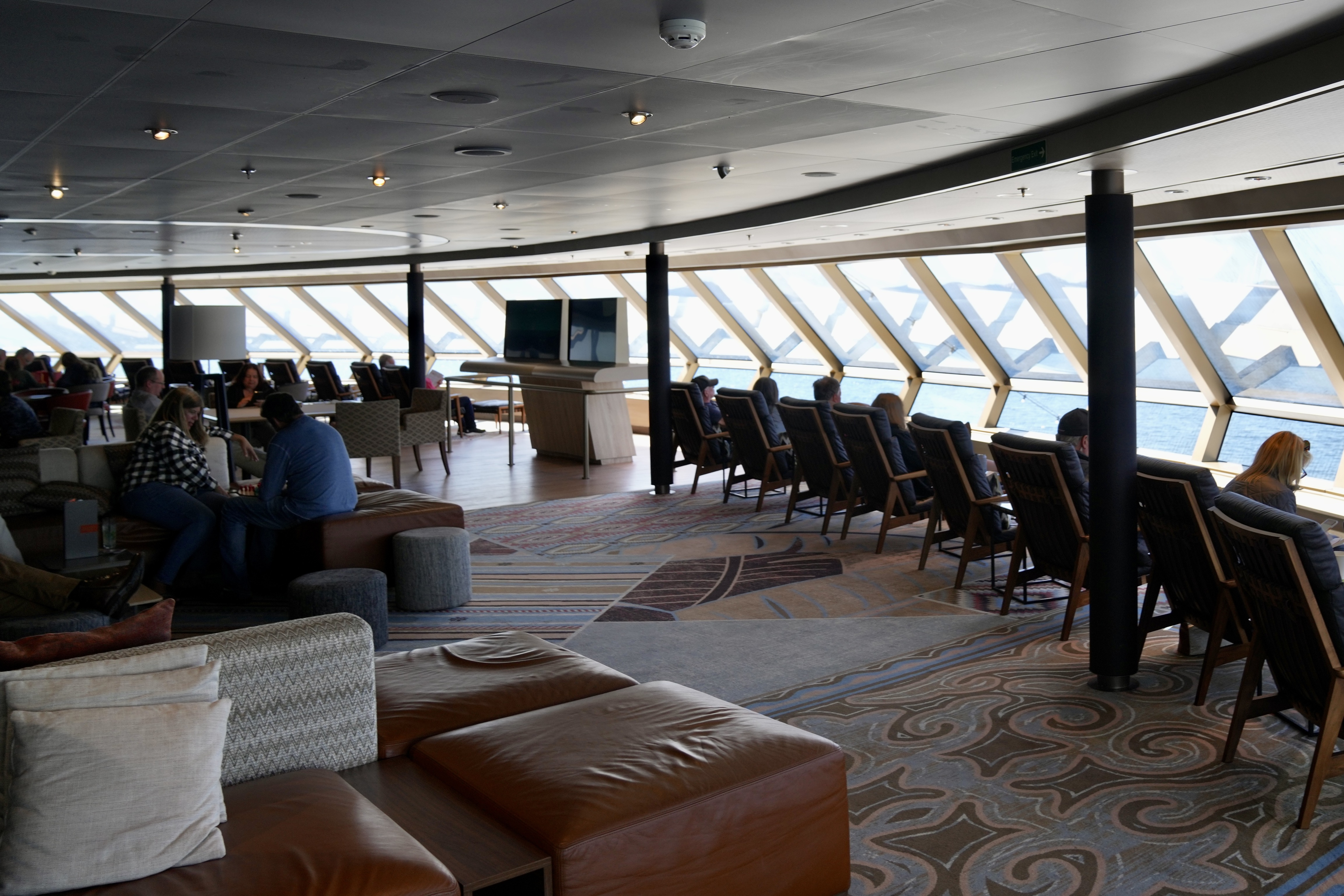
Salon panoramique du onzième pont du navire.
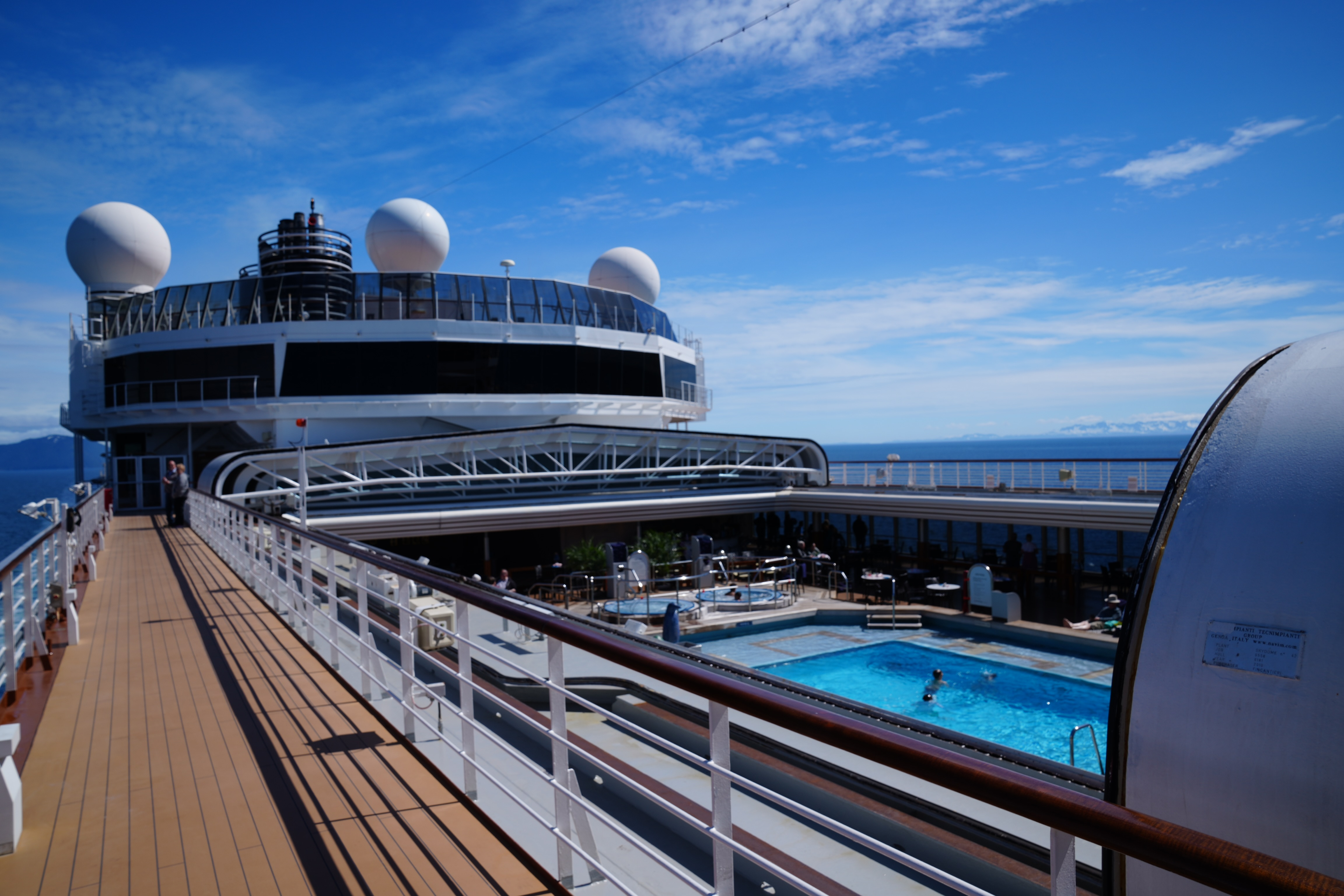
La piscine du navire en position ouverte.
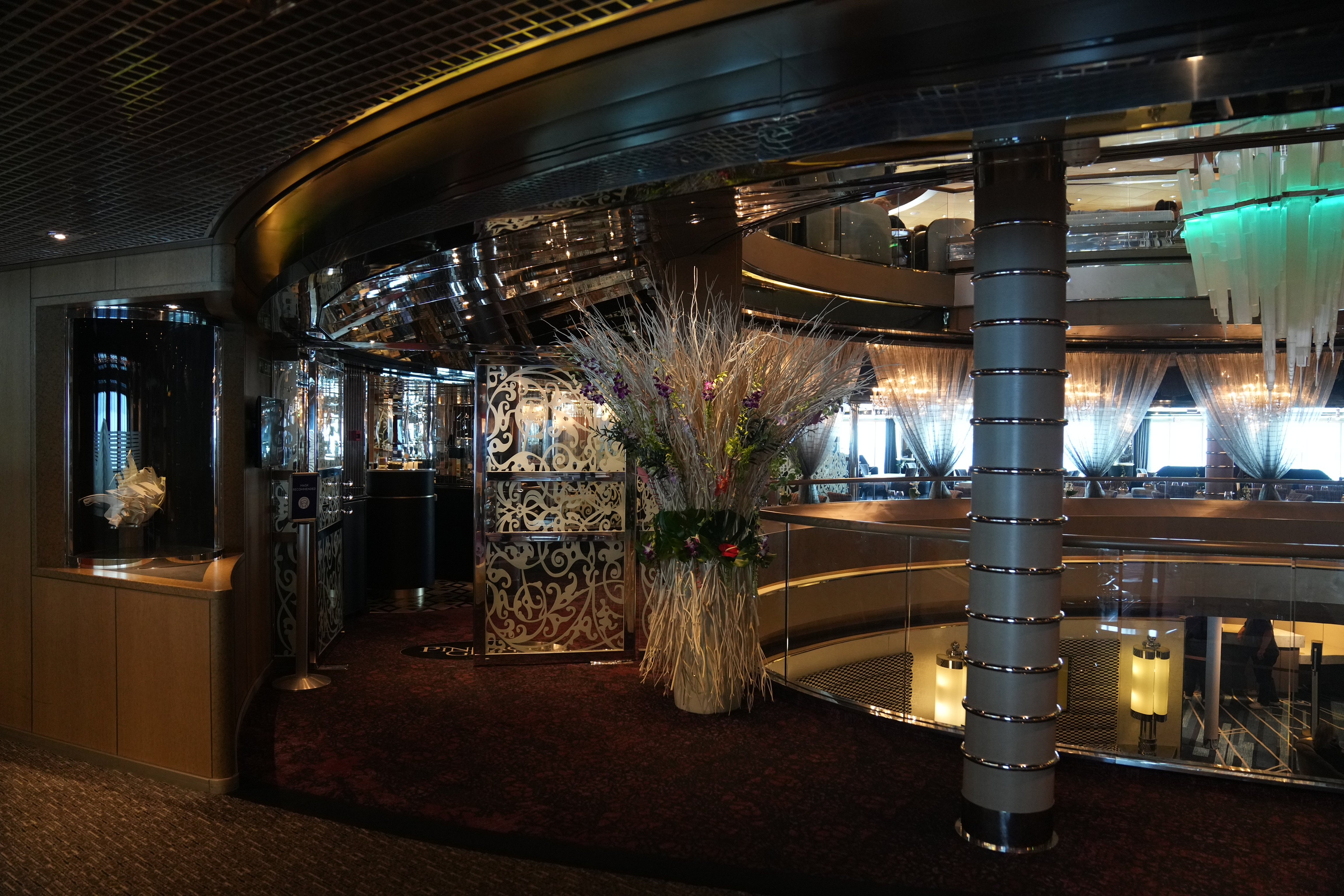
Entrée du « Pinnacle Grill », spécialisé dans les grillades et les fruits de mer.